# بريث (فلم)
بريث (بالإنجليزية: Breathe) هو فيلم سيرة ذاتية درامي أمريكي بريطاني من إنتاج سنة 2017 وهو من إخراج أندي سركيس وتأليف وليام نيكولسون وبطولة أندرو غارفيلد وكلير فوي وتوم هولاندر وهيو بونيفل ودين-تشارلز تشابمان وإد سبيلرز.

## القصة
يتناول الفيلم الحياة الشخصية لروبين كافينديش الذي يصاب بمرض عضال، يتسبب في إصابة معظم أجزاء جسده بالشلل، وهو في سن الثامنة والعشرين من عمره، وبالرغم من توقع الأطباء لقضاء المرض عليه، وأن حياته قصيرة؛ إلا أنه يتمكن من هزيمة المرض ويتحول إلى داعم للأشخاص الذين يعانون من نفس حالته حول العالم.

## البطولة
- أندرو غارفيلد بدور روبن كافنديش
- كلير فوي بدور ديانا كافنديش
- دين-تشارلز تشابمان بدور جوناثان كافنديش
- توم هولاندر بدور تيدي هول
- بن لويد هيوز بدور دكتور دون مككوين
- إد سبيلرز بدور كولين كامبل
- ستيفن أودونيل بدور هاري تينيسون
- ميراندا رايسون بدور ماري دانواي
- ستيفن مانغان بدور كليمنت أيتكين
- جوناثان هايد بدور دكتور إينتويسل
- أميت شاه بدور دكتور خان
- بيني داوني بدور تيد
- ديانا ريغ بدور السيدة نيفل

## التقييم
حصل الفيلم على تقييم 66% في موقع الطماطم الفاسدة بناءً على 148 مراجعة، وقد أشاد النقاد بأداء الممثلين وبواقعية الفيلم كونه من قصة حقيقية. في موقع ميتاكريتيك حصل الفيلم على تقييم 51 من 100 وحصل على 28 نقد متفاوت بين الإيجابي والسلبي.

## وصلات خارجية
- مقالات تستعمل روابط فنية بلا صلة مع ويكي بيانات

- بريث على قاعدة بيانات الأفلام على الإنترنت